# Церковь Иоанна Милостивого на Мячине

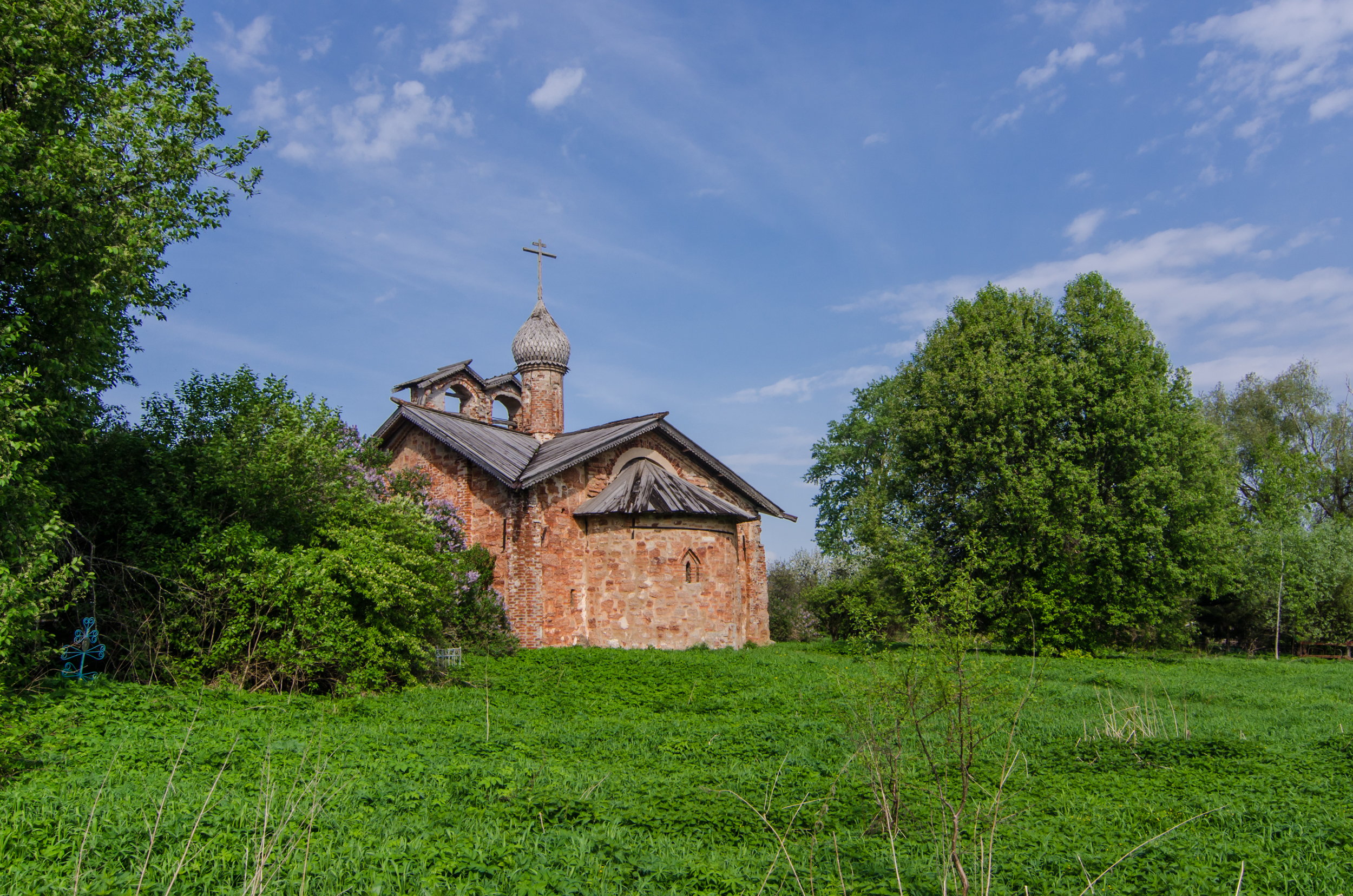
Церковь Иоанна Милостивого на Мячине в Великом Новгороде

Храм Иоанна Милостивого на Мячине — недействующий православный храм в Великом Новгороде в Воскресенской слободе. Расположен напротив церкви Уверения Фомы на Мячине.

## История
Церковь Иоанна Милостивого на Мячине была изначально построена в 1420-х годах. Это четырёхстолпный храм с пристроенной уникальной одностолпной палатой, разобранной в XVIII веке. Весьма редка для Новгорода и настенная звонница. Храм пострадал во время Великой Отечественной войны — снесли главку, апсида получила пробоину, частично оказались утрачены карнизы.

## Современное состояние

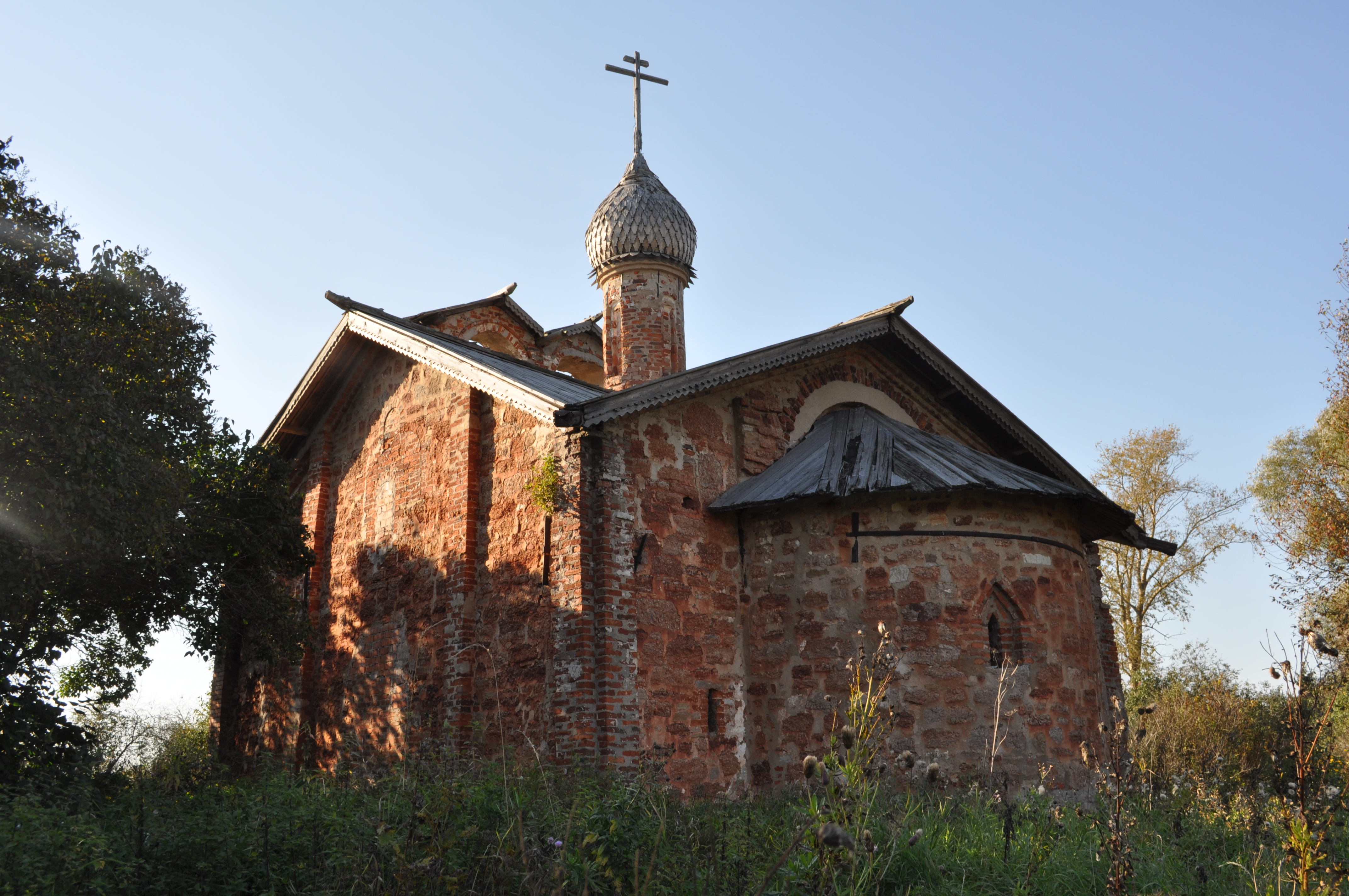
вид с Юго-Востока

В настоящее время храм закрыт и доступен только снаружи. Комплекс двух церквей входит в ансамбль построек Новгорода, охраняемых ЮНЕСКО как всемирное культурное наследие. 